# 芬格倫峰
72°38′S 3°47′W / 72.633°S 3.783°W
芬格倫峰是南極洲的山峰，位於東部南極洲的毛德皇后地，屬於博格地塊的一部分，處於赫格斯卡弗爾皮根峰西南面，現時受南極條約體系管理。